# Solgne
 Solgne  es una población y comuna francesa, en la región de Lorena, departamento de Mosela, en el distrito de Metz-Campagne y cantón de Verny.

## Demografía
| 284 | 257 | 315 | 498 | 881 | 993 |
| Para los censos de 1962 a 1999 la población legal corresponde a la población sin duplicidades (Fuente: INSEE [Consultar]) |     |     |     |     |     |